# Xã Cambria, Quận Brown, South Dakota
Xã Cambria (tiếng Anh: Cambria Township) là một xã thuộc quận Brown, tiểu bang Nam Dakota, Hoa Kỳ. Năm 2010, dân số của xã này là 125 người.